# Alessandro Crescenzi
Alessandro Crescenzi (Rome, 25 september 1991) is een Italiaans voetballer die doorgaans speelt als linksback. In juli 2024 verliet hij Monterosi Tuscia.

## Carrière
Crescenzi doorliep de jeugdopleiding van AS Roma en brak door in het eerste elftal toen hij op 15 maart 2009 debuteerde in de Serie A tegen Sampdoria (2–2 gelijkspel). In de zomer van 2009 huurde Grosseto hem, waarna hij eveneens op huurbasis speelde voor Crotone In 2011 speelde hij één seizoen bij Bari, waarna Pescara en Novara de back huurden. In de zomer van 2013 werd Crescenzi voor de duur van één seizoen verhuurd aan Ajaccio, dat hem in januari 2014 vervroegd terugstuurde. Hierna was hij op huurbasis actief voor Novara en Perugia. In augustus 2015 keerde Crescenzi op huurbasis terug bij Pescara. Na het seizoen 2015/16 nam Pescara hem definitief over.
Na twee seizoenen in vaste dienst bij Pescara verkaste Crescenzi naar Hellas Verona, waar hij zijn handtekening zette onder een verbintenis voor de duur van drie seizoenen. Crescenzi werd in januari 2020 voor een halfjaar op huurbasis overgenomen door Cremonese. Na deze verhuurperiode maakte de linksback definitief de overstap naar Cremonese, voor twee jaar. Na afloop van dit contract keerde hij terug bij Pescara met een eenjarige verbintenis. Monterosi Tuscia werd een jaar later zijn nieuwe club.